# جیمز پی. کلارک
جیمز پل کلارک (به انگلیسی: James Paul Clarke) سناتور سابق عضو حزب دموکرات ایالات متحده آمریکا بود. وی در سال ۱۹۰۳ تا ۱۹۱۶ میلادی سناتور ایالت آرکانزاس در سنای ایالات متحده آمریکا بود.